# Tomoki Hayakawa
Tomoki Hayakawa (Kanagawa, 3 de marzo de 1999) es un futbolista japonés que juega en la demarcación de portero para el Kashima Antlers de la J1 League.

## Selección nacional
Hizo su debut con la selección absoluta de Japón el 12 de julio de 2025 contra China en un partido del Campeonato de Fútbol de Asia Oriental de 2025 que finalizó con un resultado de 2-0 a favor del combinado japonés tras los goles de Henry Heroki Mochizuki y Mao Hosoya.

## Clubes
| Club            | País  | Año   | Partidos | Goles |
| --------------- | ----- | ----- | -------- | ----- |
| Kashima Antlers | Japón | 2021- | 109      | 0     |

## Palmarés

### Títulos internacionales
| Título                                | Equipo             | Sede          | Año  |
| ------------------------------------- | ------------------ | ------------- | ---- |
| Campeonato de Fútbol de Asia Oriental | Selección de Japón | Corea del Sur | 2025 |